# Gartz
Gartz (Oder) är en stad i östra Tyskland, belägen i Landkreis Uckermark i förbundslandet Brandenburg, vid floden Oder och gränsen mot Polen.

## Geografi

Utsikt över Oder i riktning mot Gryfino.

Staden ligger på en ändmorän i nationalparken Unteres Odertal. Cirka 30 km norr om Gartz ligger den polska storstaden Szczecin. Lite söder om staden delar sig floden Oder i två delar, varav den västra grenen bildar stadens östra gräns och samtidigt statsgränsen till Polen.

### Administrativ indelning
Staden är administrativ centralort för kommunalförbundet Amt Gartz (Oder), som förutom staden Gartz även omfattar grannkommunerna Casekow, Hohenselchow-Gross Pinnow, Mescherin och Tantow.
Administrativt indelas staden Gartz i fyra kommundelar (Ortsteile), som alla var kommuner som gich samman 31 december 2002, orterna:
- Friedrichsthal
- Gartz (Oder), stadskärnan
- Geesow
- Hohenreinkendorf

## Historia

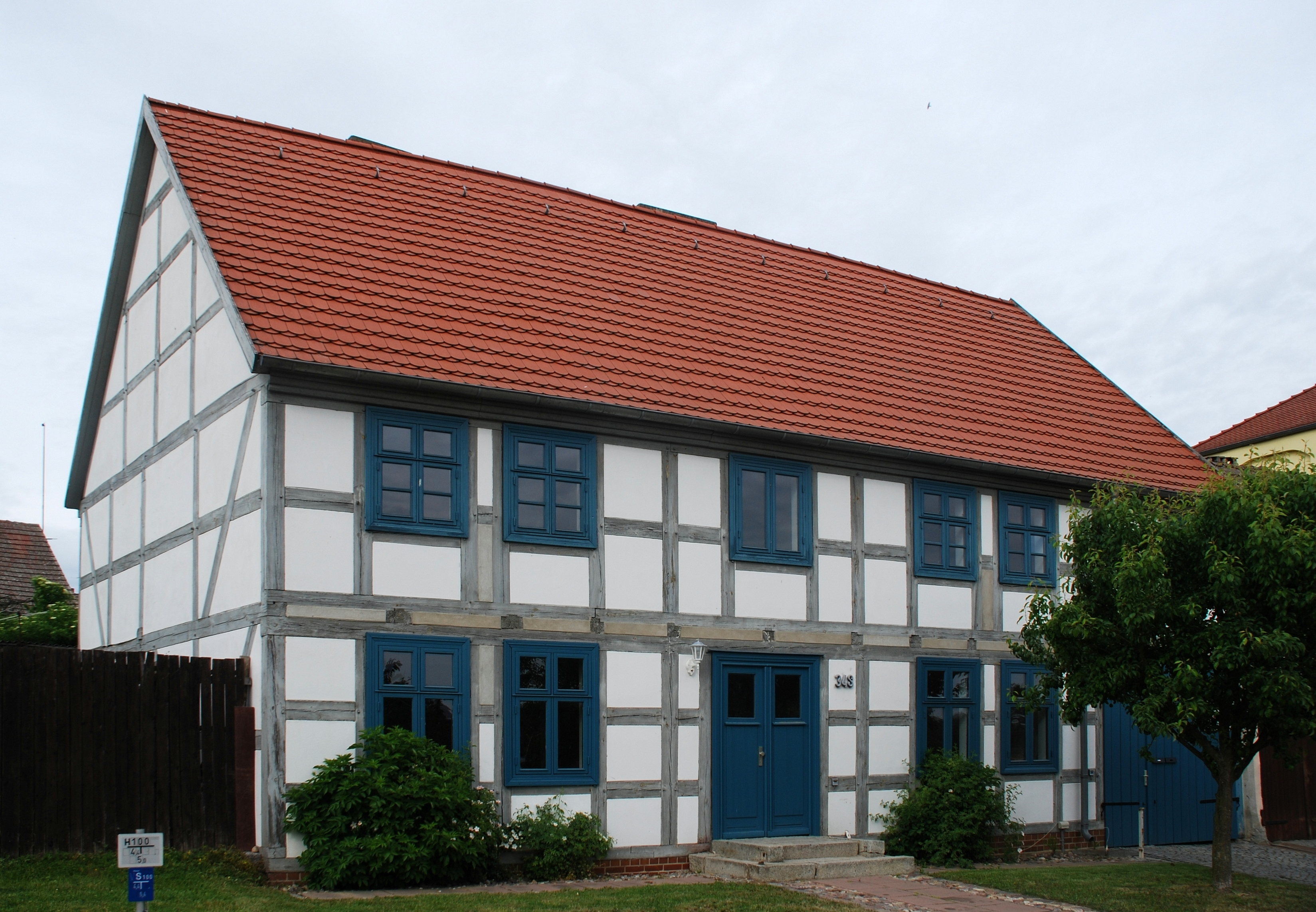
Historisk borgargård på Grosse Mönchenstrasse 348.

Vid ortens uppkomst var regionen en del av hertigdömet Pommern. Gartz nämndes 1124 för första gången i en urkund och 1249 fick samhället stadsrättigheter av hertig Barnim I av Pommern.
På grund av ortens strategiska läge utkämpades här flera slag. Staden förstördes bland annat 1630 under trettioåriga kriget, 1659 under Karl X Gustavs polska krig och 1713 under Stora nordiska kriget.
Efter att ha tillhört Svenska Pommern från fredsslutet 1648 till 1720, tillhörde Gartz provinsen Pommern i Preussen respektive Tyska riket från 1720 till 1945. Under andra världskriget drabbades staden hårt. Till följd av Potsdamöverenskommelsen blev Gartz gränsstad. Den tillhörde först Mecklenburg-Vorpommern och blev 1952, efter en förvaltningsreform i Östtyskland, en del av distriktet (Bezirk) Frankfurt (Oder). Efter 1990 avskaffades dessa distrikt och Gartz ligger numera i förbundslandet Brandenburg.

## Kultur och sevärdheter

### Museer
Stadsmuseet vid Stettiner Tor har en utställning om stadens historia från 1700-talet fram till modern tid.

### Byggnadsverk

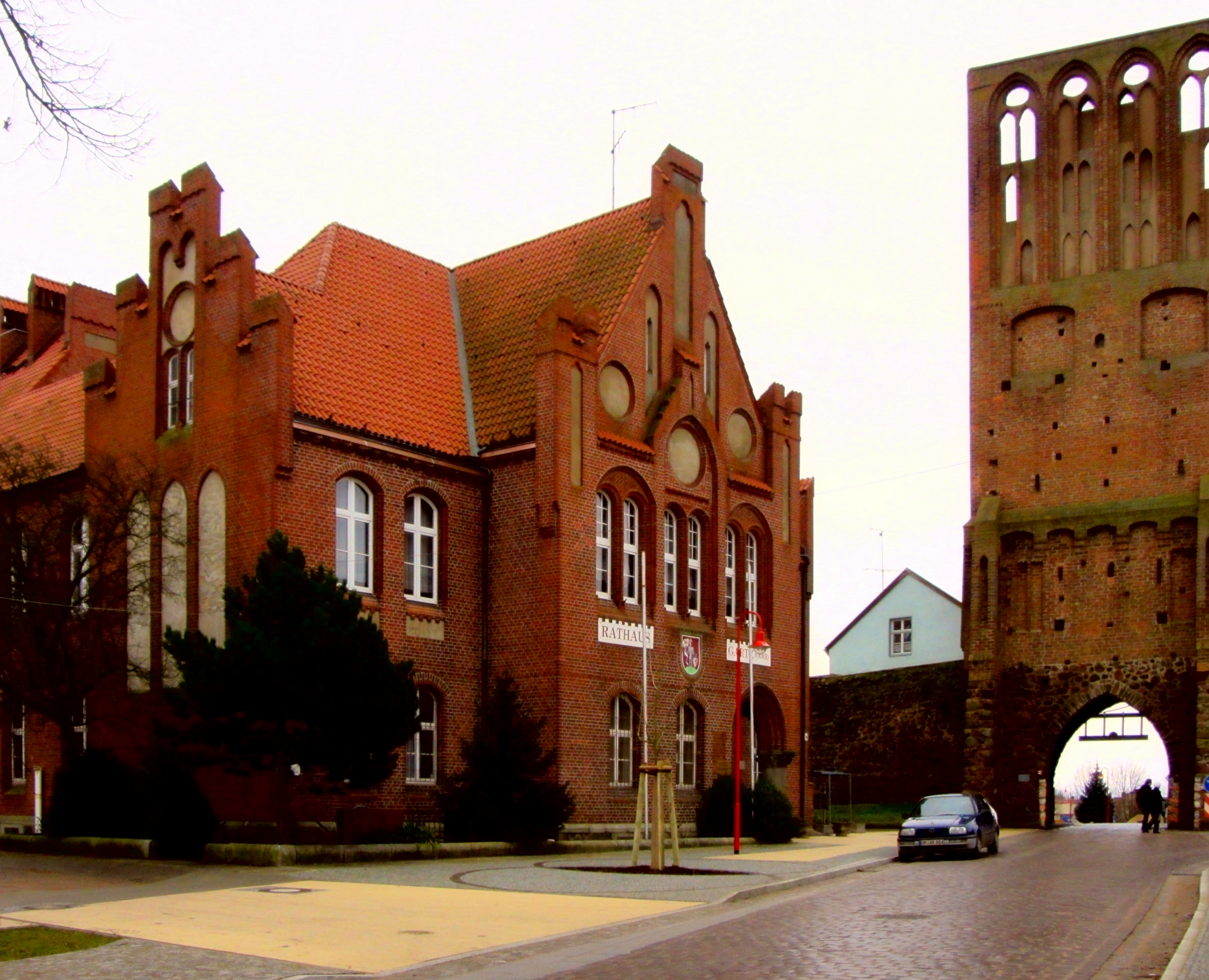
Rådhuset och Stettiner Tor.

- S:t Stefanskyrkan, uppförd i tegelgotik under 1200-talet och 1300-talet. Koret uppfördes under ledning av den kände byggmästaren Hinrich Brunsberg. Kyrkan skadades svårt i andra världskriget 1945 och endast koret kunde bevaras i ursprungligt skick. Mellan 1982 och 1987 återuppfördes tvärskeppet, medan långhuset bevarades som ruin, så att denna del av kyrkan idag fungerar som atrium.
- Helgeandshospitalets kyrka, uppförd omkring år 1400 i gotisk stil, används idag som utställnings- och konsertlokal.
- Stadsmuren är delvis bevarad, med tornen Storchenturm, Pulverturm och Blaue Hut. Stettiner Tor är den enda bevarade av de ursprungligen fyra stadsportarna.
- Rådhuset i nygotisk stil uppfördes mellan 1900 och 1904 som domstolsbyggnad, och fungerar sedan 1953 som stadens rådhus.
- Borgargårdar från 1700-talet och 1800-talet i den gamla stadskärnan.

## Kommunikationer
Gartz ligger vid Bundesstrasse 2 mellan Schwedt och Szczecin. Över den närbelägna Bundesstrasse 113 kan motorvägen A11 mot Berlin och Szczecin nås.
Stadens järnvägsstation är sedan 1948 nedlagd. Närmaste stationer finns i Tantow och Casekow, för regionaltåget mot Angermünde och Szczecin. Staden har även en angöringsplats för turistbåttrafiken på floden Oder.

## Kända invånare
- Michael Gabriel Fredersdorf (1708–1758), geheimekammarherre åt Fredrik II av Preussen.
- Johann Christian Ludwig Hellwig (1743–1831), matematiker och naturvetare.
- Jonathan Paul (1853–1931), protestantisk missionär och diktare.
- Fritz Grobba (1886–1973), tysk diplomat.